# 鉄路の斗い
『鉄路の斗い』（てつろのたたかい、仏: La Bataille du rail）は、1946年に公開されたフランスの戦争映画。監督はルネ・クレマンで、初の長篇監督作品でもある。日本語題は『鉄路の闘い』とも表記される。
第二次世界大戦を舞台に、ドイツ軍に対してレジスタンス運動の鉄道労働者が抵抗する様子を描いた作品。フランス映画総同盟とフランス国鉄の抵抗委員会が共同で企画及び製作し、出演者の多くは本物の鉄道労働者であった。
第1回カンヌ国際映画祭で上映され、国際審査員賞を受賞。クレマンは監督賞を受賞した。批評家はしばしばこの作品をネオレアリズモ映画の系譜に属すると見做すが、伝統的なドキュメンタリーの手法にも拠っている。

## キャスト
- ナレーター: シャルル・ボワイエ（吹替：明石一）
- カマルグ: トニ・ローラン（吹替：内海賢二）
- アトス: リュシアン・ドゥザニョオ（フランス語版）（吹替：和田文夫）
- マキザール: ロベール・ルレイ（吹替：奥原晃）
- 監督: ミシェル・サリーナ（吹替：大山豊）

※日本語吹替：テレビ版・初回放送1964年3月12日『テレビ名画座』